# 조향기 (축구 선수)
조향기(趙香氣, 1992년 3월 23일~)는 대한민국의 축구 선수로, 포지션은 수비수이다. 현재 K리그2 경남 FC에서 활동하고 있다.

## 어린 시절
과천초등학교에서 5학년 때 정식으로 축구를 시작하였고, 재현고등학교 때까지 스트라이커로 활약하였다. 광운대학교에 진학한 후, 광운대 오승인 감독은 그를 센터백로 포지션을 변경시켰다. 처음에는 익숙하지 않은 포지션에 적응하지 못하고 후보 선수로 뛰었으나 4학년이 되는 동계훈련에서 서서히 실력을 인정받고 다시 주전자리를 꿰차게 되었다. 2014년 U리그에서 광운대학교의 우승에 크게 기여하였다.

## 구단 경력

### 서울 이랜드 FC
2015년 신생팀 서울 이랜드 FC에 입단하였다. 서울 이랜드에서 포지션을 다시 공격수로 변경하였다. K리그 챌린지 마지막 라운드 강원 FC와의 경기에서 자신의 프로 통산 첫 골을 기록하였다.
K리그 챌린지 2017시즌을 앞두고, 새로운 김병수 감독 아래 다시 센터백으로 전향하였다. 2017년 6월 18일 수원 FC와의 원정 경기에서, 코너킥 상황에서 헤더 골을 기록하였다.
2018년 1월 8일 조향기는 내셔널리그의 창원시청 축구단으로 임대되었음이 발표되었다.
K리그2 2021 시즌을 앞두고 임대 복귀하였다.

### 김포 FC
2021년 시즌 중반에 서울 이랜드와 상호 합의하에 계약 해지하였고, 김포 FC로 이적했다.